# Earth A.D./Wolfs Blood
Earth A.D./Wolfs Blood (usualmente llamado simplemente Earth A.D.) es el segundo álbum de estudio de la banda estadounidense The Misfits, y el último con Glenn Danzig como líder. Fue publicado en diciembre de 1983, dos meses después del último concierto con Danzig. El disco incluyó canciones con temáticas más oscuras y sonidos más fuertes y rápidos entre las que destacaron Die, Die My Darling y Green Hell.
Originalmente fue publicado como un álbum de 9 canciones; después fue publicado incluyendo las 3 canciones del sencillo (publicado en mayo de 1984) Die, Die My Darling, cuyas canciones fueron We Bite, Mommy, Can I Go Out And Kill Yonight? y Die, Die My Darling.
Danzig dijo que las canciones "Bloodfeast" y "Death comes Ripping" pertenecían originalmente a las primeras canciones de Samhain, pero que fueron agregadas a lo que serían las últimas canciones de "The Misfits" como un último esfuerzo por salvar a la banda.

## Listado de temas
1. "Earth A.D." (Danzig) – 2:09
2. "Queen Wasp" (Danzig) – 1:32
3. "Devilock" (Danzig)– 1:26
4. "Death Comes Ripping" (Danzig) – 1:53
5. "Green Hell" (Danzig) – 1:53
6. "Mommy, Can I Go Out and Kill Tonight" (Danzig)– 2:03
7. "Wolfs Blood" (Danzig)– 1:13
8. "Demonomania" (Danzig)– 0:45
9. "Bloodfeast" (Danzig)– 2:29
10. "Hellhound" (Danzig)– 1:16
11. "Die, Die My Darling" (Danzig)– 3:11
12. "We Bite" (Danzig)– 1:15

## Personal
- Glenn Danzig - voz
- Paul Doyle - guitarra eléctrica
- Jerry Only - bajo eléctrico
- ROBO - batería
- Arthur Googy - batería en "Die, Die My Darling"
- Spot - producción

- Datos: Q1277608